# Mástil de bandera en Asjabad
El mástil de la bandera de Asjabad (en turcomano: Türkmenistanyň Baş Baýdagy) es un asta de bandera en Asjabad, capital de Turkmenistán. Tiene 133 metros de altura, lo que lo convierte en el octavo mástil independiente más alto y el noveno más alto del mundo. Fue construido el 29 de junio de 2008. Fue el mástil independiente más alto del mundo hasta que fue superado por el de asta de la bandera nacional en Azerbaiyán (de 162 metros) el 1 de septiembre de 2010. El entonces vicepresidente del Libro Guinness de los Récords Mundiales, Greig Glenday, llegó a Asjabad como testigo y entregó un certificado del récord.
En el mástil de la bandera ondea una bandera de Turkmenistán de 52.5 m x 35 m que pesa 420 kilogramos. El asta de la bandera fue construida por la empresa constructora turcomana Polimeks, quien contrató a la empresa especializada en mástiles para banderas, Trident Support Flagpoles con sede en Dubái, Emiratos Árabes Unidos, para el diseño y construcción del mástil. Este asta de bandera fue el cuarto récord mundial de Guinness de Trident. A la ceremonia de izamiento de la bandera, celebrada el 29 de junio de 2008, asistieron miembros del Gobierno turcomano, representantes de organizaciones públicas, los medios de comunicación y el pueblo.
A pesar de la altura del mástil de la bandera, no es la estructura más alta de Asjabad, ya que superan los 211 metros de La Torre Turkmenistán.